# Fernandezia aurantiaca
Fernandezia aurantiaca là một loài thực vật có hoa trong họ Lan. Loài này được Senghas mô tả khoa học đầu tiên năm 2003.